# إزالة الغابات في البرازيل

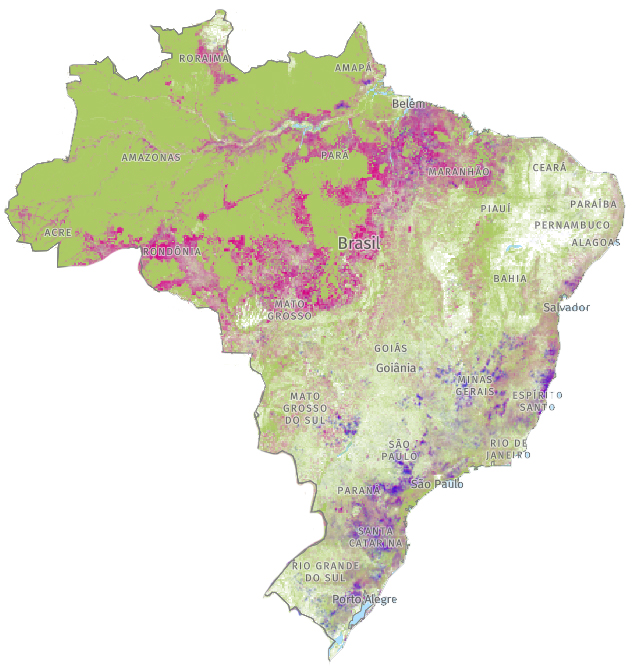

كانت معدلات إزالة الغابات أو الزَّحْرَجة في البرازيل ذات مرة هي الأعلى عالميًا، وفي عام 2005 كان ما يزال لديها أكبر مساحة غابات تُزال سنويًا. منذ عام 1970، دُمِّر أكثر من 700,000 كيلومتر مربع (270,000 ميل مربع) من غابات الأمازون المطيرة. في عام 2012، قُدرت مساحة الأمازون بـ 5,400,000 كيلو متر مربع (2,100,000 ميل مربع)، والذي يشكل فقط 87% من مساحة الأمازون الأصلية.
تتناقص مساحة الغابات المطيرة بشكل رئيسي بسبب إزالة الغابات. على الرغم من انخفاض معدلات إزالة الغابات في السنوات العشرة الأخيرة، ستنقص مساحة غابات الأمازون المطيرة بنسبة 40% مع حلول عام 2030 وفقًا المعدل الحالي. خسرت البرازيل بين شهر مايو من عام 2000 وشهر أغسطس من عام 2006 قرابة 150,000 كيلو متر مربع (58,000 ميل مربع) من غاباتها، وهي مساحة تفوق مساحة اليونان. وفقًا لتقرير الكوكب الحي (Living Planet Report) في عام 2010، تستمر إزالة الغابات بمعدلات تنذر بالخطر. وقع 67 وزيرًا في المؤتمر التاسع لاتفاقية التنوع البيولوجي على المساعدة في تحقيق إزالة غابات مساوية الصفر مع حلول عام 2040.

## الأسباب

### تربية الماشية والبنية التحتية
استمر المعدل السنوي لإزالة الغابات في منطقة الأمازون بالازدياد من عام 1990 إلى عام 2003 بسبب العوامل المحلية والوطنية والعالمية. يُستخدَم سبعون في المئة من مساحة الأرض المزروعة سابقًا بالغابات في الأمازون، و91% من الأراضي التي أُزيلت غاباتها منذ عام   1970 كمراعٍ للماشية. نسبت الحكومة البرازيلية في البداية 38% من إجمالي خسائر الغابات بين عامي 1966 و1975 إلى الرعي الجائر. وفقًا لمركز البحوث الحراجية الدولية (CIFOR)، «بين عامي 1990 و2001، ازدادت نسبة الواردات الأوروبية من اللحوم المصنعة القادمة من البرازيل من 40% إلى 74%، وكان السبب الرئيسي لزيادة إنتاج الماشية في البرازيل، التي كان يُربى 80% منها في الأمازون هو عمليات التصدير.»
كانت إزالة الغابات من أجل إتاحة مساحات لرعي الماشية هي السبب الرئيسي في عملية إزالة الغابات في الأمازون البرازيلية منذ منصف ستينيات القرن الماضي إلى الآن. بالإضافة إلى سعي ولاية فارغاس وراء التنمية التجارية، أدى انخفاض قيمة الريال البرازيلي مقابل الدولار إلى مضاعفة أسعار اللحوم بالريال. أعطى ذلك مربيي الماشية حافزًا كبيرًا لزيادة حجم قطعانهم ومساحة المراعي من أجل الإنتاج المكثف للحوم، وأدى ذلك إلى إزالة مساحات واسعة من الغابات. سهلت سياسة حيازة الأراضي في البرازيل من عمليات قطع الغابات، وسمحت تلك السياسات للمطورين باستثمار مراعٍ جديدة من دون قيود، ويعتبر استثمارهم للأراضي للرعي مؤهلًا لحصولهم على ملكية تلك الأراضي.
نظر المطورون أيضًا إلى إزالة الغطاء الحرجي بهدف تربية الماشية في البرازيل على أنه استثمار اقتصادي خلال فترات التضخم المرتفعة، عندما وفر ارتفاع أسعار الماشية وسيلة لتجاوز الفائدة على الأموال المودعة في المصارف. كان اللحم البرازيلي منافسًا في السوق العالمية في الوقت الذي أتاحت فيه تحسينات شبكة الطرق في غابات الأمازون (مثل فتح الطريق السريع العابر للأمازون في بداية سبعينيات القرن الماضي) للمستثمرين المحتملين مجالًا للوصول إلى مناطق من الغابات لم يكون الوصول إليها ممكننًا. تزامن ذلك مع انخفاض تكاليف النقل بسبب استخدام الوقود الرخيص مثل الإيثانول، وخفض ذلك من تكاليف شحن اللحوم وحفز على استثمار المزيد من المناطق الحراجية البعيدة.
تربية الماشية ليست استثمارًا صديقًا للبيئة، تُنتِج الماشية كمية كبيرة من انبعاثات غاز الميتان. تلعب تلك الانبعاثات دورًا كبيرًا في تغير المناخ لأن قدرة غاز الميتان على احتجاز الحرارة تفوق 20 مرة قدرة ثاني أكسيد الكربون في أفق زمني مدته 100 عام، وأكثر من ذلك بأضعاف مضاعفة في أفاق زمنية أقصر. يمكن أن تطلق بقرة واحدة حتى 130 غالون من غاز الميتان يوميًا، عن طريق التجشؤ.
في سبعينيات القرن الماضي، خططت البرازيل لتطوير بنية تحتية من طرق المواصلات واسعة النطاق، تضمنت طريقًا سريعًا يبلغ من الطول (3,200) يعبر غابات الأمازون بشل كامل، وسيشكل ذلك نقطة ضعف للمزارعين الفقراء على حساب المستوطنين الباحثين عن مناطق جديدة للتنمية التجارية. وجدت الدراسات التي أجراها صندوق الدفاع البيئي أن المناطق التي تخدّمها شبكة الطرق كانت أكثر عرضة بثمانية مرات لإزالة الأراضي من قبل المزارعين من الأراضي غير المخدَّمة، وأن الطرق سمحت للمطورين باستغلال احتياطيات الغابات بشكل متزايد ليس فقط للإنتاج الرعوي ولكن أيضًا لتصدير الأخشاب والحصول على الحطب وأخشاب البناء. عادةً ما تُقدَّم رواتب ستة أشهر وقروضًا زراعية للمطورين كي يزيلوا الغابات على جوانب الطرقات بحصص مساحتها 1 كيلو متر مربع (250 أكر) وتحويلها إلى مراعٍ للماشية.
منحت الحكومة البرازيلية أراضٍ إلى ما يقرب 150,000 عائلة في منطقة الأمازون بين عامي 1995 و1998. شجعَت الحكومة المزارعين الفقراء أيضًا من خلال برامج (مثل برنامج المعهد الوطني للاستيطان وإصلاح الأراضي في البرازيل) على زراعة الأراضي غير المملوكة، ومنحتهم بعد مدة خمس سنوات حق الملكية وبيع الأرض. تستمر إنتاجية التربة بعد إزالة الغابات مدة سنة أو سنتين قبل أن تصبح الحقول غير خصبة ويتعين على المزارعين قطع مناطق جديدة من الغابة للحفاظ على دخلهم. في عام 1995، كان ما يقرب 48% من عمليات إزالة الغابات في البرازيل يُعزى إلى المزارعين الفقراء الذين كانوا يزيلون الغابات في حصص لا تتجاوز مساحتها 0.51 كيلو متر مربع (125 أكر).

### الطاقة الكهرومائية
كانت مشاريع سدود توليد الطاقة الكهرومائية مسؤولة أيضًا عن انغمار مساحات كبيرة من الغابات بالمياه. على وجه التحديد غمر سد باربينا ما يقرب 2,400 كيلو متر مربع (930 ميل مربع) من الغابات المطيرة عند انتهائه، وأصدرت بحيرته الاصطناعية 23,750,000 طن من غاز ثاني أكسيد الكربون و140,000 طن من غاز الميثان في السنوات الثلاثة الأولى منذ تشغيله. شجع إنشاء هذه السدود إنشاء الطرقات التي جلبت الحرجيين، وهذا ما قاد بالنتيجة إلى عمليات إزالة الغابات.

### نشاطات التعدين
زاد التعدين أيضًا من إزالة الغابات في غابات الأمازون البرازيلية، وبالتحديد منذ ثمانيات القرن الماضي، فأزال المشتغلون في التعدين الغابات لفتح المناجم أو لتوفير مواد البناء، ولجمع خشب الوقود ومن أجل الزراعة بهدف تلبية احتياجاتهم. في فبراير من عام 2017، حجزت الحكومة البرازيلية أراضٍ بمساحة 120,000 كيلو متر مربع (46,000 ميل مربع) لتخضع لعمليات إزالة الغابات. كان الهدف من إزالة الغابات في تلك المنطقة هو لجذب المستثمرين الأجانب للقيام بالمزيد من نشاطات التعدين. ومع ذلك، سحبت الحكومة في شهر سبتمبر من عام 2017 الرخصة منهم.

### إنتاج فول الصويا
البرازيل حاليًا هي ثاني أكبر منتج لفول الصويا في العالم بعد الولايات المتحدة، والذي يُنتَج بغالبيته كعلفٍ للماشية. مع ارتفاع أسعار فول الصويا، توسع المزارعون باتجاه الشمال في مناطق الحراجية من الأمازون. كما ورد في دستور البرازيل، يعتبر قطع الغابات وتحويلها إلى حقول أو لزراعة المحاصيل «استخدامًا فاعلًا» للأرض وهو الخطوة الأولى نحو امتلاك الأرض. تقدر قيمة الممتلكات النظيفة من الأشجار الحراجية بـ 5-10 أضعاف قيمة الأراضي الحراجية، ولذلك السبب تُعتبر قيِّمةً بالنسبة للمالك الذي يتمثل هدفه النهائي في إعادة البيع. يشكل فول الصويا جزءًا هامًا من الصادرات البرازيلية، لذلك أُخذت حاجات مزارعين فول الصويا بعين الاعتبار في العديد من مشاريع طرق المواصلات التي طُوِّرت في الأمازون.
كارغيل هي شركة متعددة الجنسيات تسيطر على الجزء الأكبر من تجارة فول الصويا في البرازيل. انتقد منظمة السلام الأخضر الشركة إلى جانب سلاسل مطاعم الوجبات السريعة، مثل ماكدونالدز، واتهمتهم بأنهم يسرعون عمليات إزالة الغابات في البرازيل. شركة كارغيل هي المزود الرئيسي لفول الصويا إلى شركات الوجبات السريعة مثل ماكدونالدز ممن يستخدمون منتجات فول الصويا لتغذية قطعان الماشية والدجاج لديهم. مع توسع سلاسل مطاعم الوجبات السريعة، تعين عليهم زيادة كمية الماشية لديهم لتحقيق إنتاج أكبر. توسعت شركة كارغيل في عمليات إنتاج فول الصويا لتلبية الطلب المتزايد على فول الصويا، وذلك عن طريق قطع أجزاء من غابات الأمازون.
شُق الطريق السريع الأول، رودوفيا بيليم-برازيليا (بالبرتغالية: Rodovia Belém-Brasília) في عام 1958، وشُقَّ الطريق السريع الثاني كويابا-بورتو فيليو (Cuiabá-Porto Velho) في عام 1968، وهما الطريقان السريعان الفيدراليان الوحيدان في منطقة الأمازون القانونية اللذان كانا يُعبَّدان ويسلّكان على مدار العام قبل أواخر التسعينيات. يُقال إن هذين الطريقين يقعان في «قلب قوس إزالة الغابات» الذي يشكل مركز إزالة الغابات في الأمازون البرازيلية. جذب طريق بيليم-برازيليا السريع ما يقرب مليوني مستوطن في العشرين سنة الأولى بعد إنشائه.